# Яковенко, Эдуард Борисович
Эдуард Борисович Яковенко (6 мая 1938, СССР — 25 ноября 1989, СССР) — советский футболист, нападающий, мастер спорта СССР. Воспитанник ростовского футбола.
Один из лучших бомбардиров в клубной истории «Ростсельмаша» и в первенствах СССР за «Ростсельмаш». Также является одним из рекордсменов по числу проведённых игр первенствах СССР за «Ростсельмаш».
В 1959 году дебютировал во взрослом футболе в составе клуба «Ростсельмаш», который выступал в 3 зоне класса «Б» (в то время вторая по значимости футбольная лига СССР была разделена на 7 зон по географическому принципу). В дебютном сезоне закрепился в основном составе, выйдя на поле в 17 матчах первенства из 26, по итогам сезона забил два мяча.
21 мая 1961 года «Ростсельмаш» одержал свою самую крупную победу в первенствах СССР над «Спартаком» (Орджоникидзе) — 9:0 и пять мячей в матче забил Яковенко. А ранее — 17 июля 1960 года — забил пять мячей в ворота «Спартака» из Нальчика — 7:3.
В сезоне 1964 года стал вторым бомбардиром команды, с которой завоевал путёвку в первый дивизион, выиграл первенство РСФСР (в дополнительном матче за первое место забил два мяча в ворота грозненского «Терека» 2:0) и выступал в обоих кубковых матчах против команды высшей лиги СКА (Ростов-на-Дону) (0:0 и 1:2).

## Достижения
командные
- Чемпионат РСФСР по футболу

- Чемпион: 1964

- Зональный турнир первой лиги чемпионата СССР

- Серебряный призёр: 1961
- Бронзовый призёр: 1962

- Зональный турнир второй лиги чемпионата СССР

- Победитель: 1964

личные
- Бомбардир в зональном турнире первой лиги чемпионата СССР

- Серебряный призёр: 1961
- Бронзовый призёр: 1962

- Лучший бомбардир команды в сезонах: 1961, 1962, 1965

## Клубная статистика
| Выступление      | Выступление      | Выступление      | Лига | Лига | Кубок | Кубок | Прочие | Прочие | Итого | Итого |
| Клуб             | Лига             | Сезон            | Игры | Голы | Игры  | Голы  | Игры   | Голы   | Игры  | Голы  |
| ---------------- | ---------------- | ---------------- | ---- | ---- | ----- | ----- | ------ | ------ | ----- | ----- |
| Ростсельмаш      | Д2               | 1959             | 17   | 2    | 2     | 1     | —      | —      | 19    | 3     |
| Ростсельмаш      | Д2               | 1960             | 22   | 11   | —     | —     | —      | —      | 22    | 11    |
| Ростсельмаш      | Д2               | 1961             | 23   | 18   | 1     | 1     | —      | —      | 24    | 19    |
| Ростсельмаш      | Д2               | 1962             | 28   | 16   | 3     | 0     | —      | —      | 31    | 16    |
| Ростсельмаш      | Д3               | 1963             | 29   | 12   | 3     | 1     | —      | —      | 32    | 13    |
| Ростсельмаш      | Д3               | 1964             | 31   | 13   | 4     | 2     | 1      | 2      | 36    | 17    |
| Ростсельмаш      | Д2               | 1965             | 43   | 9    | 1     | 0     | —      | —      | 44    | 9     |
| Ростсельмаш      | Д2               | 1966             | 28   | 4    | 1     | 0     | —      | —      | 29    | 4     |
| Ростсельмаш      | Итого            | Итого            | 221  | 85   | 15    | 5     | 1      | 2      | 237   | 92    |
| Всего за карьеру | Всего за карьеру | Всего за карьеру | 221  | 85   | 15    | 5     | 1      | 2      | 237   | 92    |